# Puig de Burí
El Puig de Burí és una muntanya de 612 metres que es troba al municipi de la Vall d'en Bas, a la comarca catalana de la Garrotxa.